# Geneva-on-the-Lake
Geneva-on-the-Lake é uma vila localizada no estado norte-americano de Ohio, no Condado de Ashtabula.

## Demografia
Segundo o censo norte-americano de 2000, a sua população era de 1545 habitantes.
Em 2006, foi estimada uma população de 1526, um decréscimo de 19 (-1.2%).

## Geografia
De acordo com o United States Census Bureau tem uma área de
5,3 km², dos quais 5,3 km² cobertos por terra e 0,0 km² cobertos por água.

## Localidades na vizinhança
O diagrama seguinte representa as localidades num raio de 16 km ao redor de Geneva-on-the-Lake.